# Stabæk Fotball
Stabæk Fotball ist ein Fußballverein, der zum Sportverein Stabæk IF gehört; (Stabæk Idrettsforening; auf Deutsch: Stabæker Sportverein) aus der Kommune Bærum, Norwegen. Der Klub wurde am 16. März 1912 gegründet. Heimstätte ist seit 2012 wieder das Nadderud-Stadion mit einer Kapazität von 4542 Plätzen. Die Mannschaft spielt zu Hause in blau-schwarzen und auswärts in weiß-blauen Trikots.

## Geschichte
Stabæk IF sowie auch deren Sparte Stabæk Fotball wurde 1912 in der Ortschaft Stabekk in der Kommune Bærum gegründet. Vom Namen Stabekk leitet sich auch der Name des Vereins ab. Stabæk ist die archaische Schreibweise von Stabekk, die der Klub auch nach dem Umzug nach Bekkestua (gehört ebenfalls zu der Kommune Bærum) beibehalten hat. Die Stabæk IF ist ein Vielfachsportverein, zu dem außer Stabæk Fotball der Männer auch Stabæk Fotball Kvinner (Frauen), Stabæk Håndball sowie Stabæk Bandy und Stabæk Alpin (Skisport) gehören, deren Teams ebenfalls sehr erfolgreich sind.
Lange Zeit spielte die Mannschaft von Stabæk Fotball nur unterklassig. Ende der 1980er Jahre begann der Aufstieg des Klubs, als die Mannschaft nach dem Aufstieg in die Viertklassigkeit 1987 bis 1995 durch das Ligasystem marschierte und die erstklassige Tippeliga erreichte.
Nachdem Stabæk Fotball im ersten Jahr noch gegen den Wiederabstieg gespielt hatte, setzte sich die Mannschaft in den folgenden Jahren im Mittelfeld der Liga fest. 1998 gelang der erste Titelgewinn, als die Elf durch einen 3:1-Finalsieg gegen Rosenborg BK im norwegischen Pokalwettbewerb triumphierte. Im selben Jahr gelang mit dem dritten Tabellenrang die bis dato beste Platzierung und die Mannschaft nahm erstmals am UEFA-Pokal teil. In der Saison 2004 belegte sie nur den vorletzten Tabellenplatz und musste in die Adeccoliga absteigen. Nach der Verpflichtung des schwedischen Trainers Jan Jönsson gelang der sofortige Wiederaufstieg. Mit dem Sturmduo Daniel Nannskog und Veigar Páll Gunnarsson, die in den folgenden Jahren stets an der Spitze der Torschützenliste rangierten, konnte sich die Mannschaft im vorderen Bereich der Tabelle etablieren. Am 26. Oktober 2008 sicherte sich Stabæk mit einem 6:2-Sieg über Vålerenga Oslo einen Spieltag vor Saisonabschluss zum ersten Mal den norwegischen Meistertitel. Das Double verpasste die Mannschaft durch eine deutliche 1:4-Niederlage im Pokalfinale gegen Vålerenga, konnte sich aber im Supercup zwischen Meister und Pokalsieger vor Beginn der Folgespielzeit durch einen 3:1-Erfolg revanchieren.
2012 folgte dann der Abstieg in die zweitklassige Adeccoliga. Bereits in der darauffolgenden Spielzeit gelang dem Verein der direkte Wiederaufstieg in die erste Liga. Stabæk belegte den zweiten Platz hinter Zweitliga-Meister FK Bodø/Glimt, sodass der Verein 2014 wieder in der Tippeliga antrat. In der Saison 2014 belegte der Klub mit dem neunten Rang einen Platz im Mittelfeld der Liga. In der Saison 2015 errang Stabæk den dritten Platz, 13 Punkte hinter Meister Rosenborg Trondheim. In der folgenden Saison musste Stabæk als Vierzehnter von 16 Mannschaften in der Relegation antreten. Dort traf man auf FK Jerv, der in der zweiten Liga den dritten Rang belegt hatte. Im Hinspiel unterlag Stabæk auswärts mit 0:1, konnte dies aber im heimischen Nadderud durch einen 2:0-Sieg wettmachen. Durch diesen Sieg blieb Stabæk weiterhin erstklassig.
Nach dem Abstieg 2023 als 15. von 16 Teams spielt Stabæk seit 2024 in der zweiten Liga.

## Erfolge

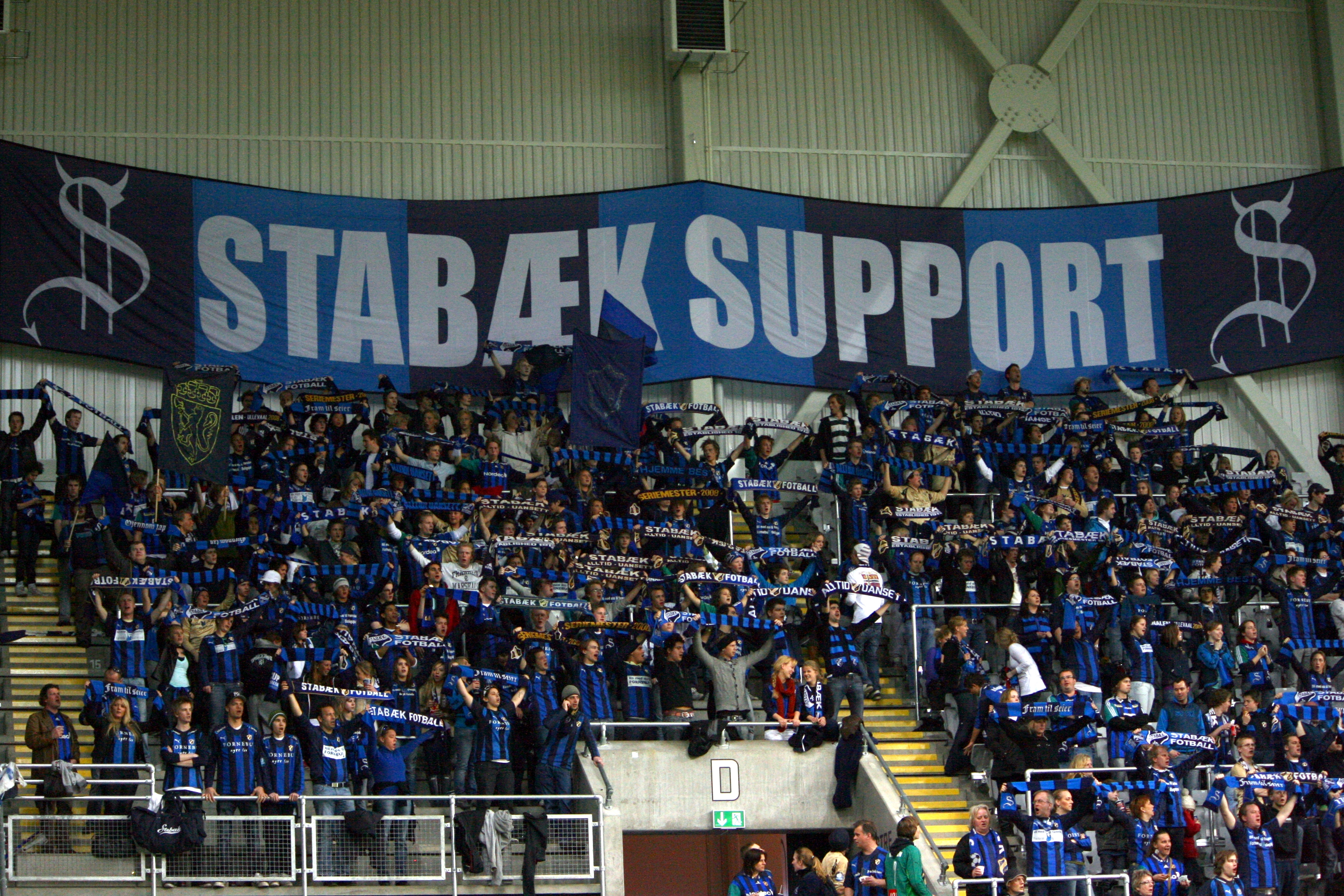
Die Anhänger von Stabæk IF konnten bisher drei Titel bejubeln

- Norwegischer Meister: 2008
- Norwegischer Pokal: 1998
  - Finalist: 2008
- Norwegischer Supercup: 2009

## Platzierungen
| Saison | Liga                   | Platz | sonstiges |
| ------ | ---------------------- | ----- | --------- |
| 1963   | 4. Division            | 5     |           |
| 1964   | 4. Division            | 5     |           |
| 1965   | 4. Division            | 3     |           |
| 1966   | 4. Division            | 1     |           |
| 1967   | 3. Div. Østland Nordre | 5     |           |
| 1968   | 3. Div. Østland Nordre | 1     |           |
| 1969   | 2. Division B          | 2     |           |
| 1970   | 2. Division A          | 3     |           |
| 1971   | 2. Division B          | 4     |           |
| 1972   | 2. Division B          | 4     |           |
| 1973   | 2. Division A          | 9     |           |
| 1974   | 3. Division            | 6     |           |
| 1975   | 3. Division            | 8     |           |
| 1976   | 3. Division            | 9     |           |
| 1977   | 4. Division            | 2     |           |
| 1978   | 4. Division            | 3     |           |
| 1979   | 4. Division            | 1     |           |
| 1980   | 3. Division            | 5     |           |
| 1981   | 3. Division            | 7     |           |
| 1982   | 3. Division            | 11    |           |
| 1983   | 4. Division            | 5     |           |
| 1984   | 4. Division            | 12    |           |
| 1985   | 5. Division            | 2     |           |
| 1986   | 4. Division            | 11    |           |
| 1987   | 5. Division            | 1     |           |
| 1988   | 4. Division            | 4     |           |
| 1989   | 4. Division            | 2     |           |
| 1990   | 4. Division            | 1     |           |
| 1991   | 2. Division B          | 2     |           |
| 1992   | 2. Division B          | 3     |           |

| Saison | Liga          | Platz | sonstiges   |
| ------ | ------------- | ----- | ----------- |
| 1993   | 2. Division C | 1     | Aufstieg    |
| 1994   | 1. Division 1 | 2     | Aufstieg    |
| 1995   | Tippeliga     | 9     |             |
| 1996   | Tippeliga     | 6     |             |
| 1997   | Tippeliga     | 5     |             |
| 1998   | Tippeliga     | 3     | Pokalsieger |
| 1999   | Tippeliga     | 5     |             |
| 2000   | Tippeliga     | 5     |             |
| 2001   | Tippeliga     | 4     |             |
| 2002   | Tippeliga     | 5     |             |
| 2003   | Tippeliga     | 3     |             |
| 2004   | Tippeliga     | 13    |             |
| 2005   | Adeccoliga    | 1     | Aufstieg    |
| 2006   | Tippeliga     | 5     |             |
| 2007   | Tippeliga     | 2     |             |
| 2008   | Tippeliga     | 1     | Meister     |
| 2009   | Tippeliga     | 3     |             |
| 2010   | Tippeliga     | 12    |             |
| 2011   | Tippeliga     | 10    |             |
| 2012   | Tippeliga     | 16    |             |
| 2013   | Adeccoliga    | 2     | Aufstieg    |
| 2014   | Tippeliga     | 9     |             |
| 2015   | Tippeliga     | 3     |             |
| 2016   | Tippeliga     | 14    |             |
| 2017   | Eliteserie    | 9     |             |
| 2018   | Eliteserie    | 14    |             |
| 2019   | Eliteserie    | 8     |             |
| 2020   | Eliteserie    | 8     |             |
| 2021   | Eliteserie    | 15    |             |
| 2022   | OBOS-liga     | 1     | Aufstieg    |

| Saison | Liga       | Platz | sonstiges |
| ------ | ---------- | ----- | --------- |
| 2023   | Eliteserie | 15    |           |
| 2024   | OBOS-Liga  | 7     |           |

| Spielklasse |
| ----------- |
| 1.          |
| 2.          |
| 3.          |
| 4.          |
| 5.          |
| 6.          |

## Trainer
- Anders Linderoth (1998–2001)
- Peter Belsvik (2004–2008) Co-Trainer, (2012–2013) Trainer

## Spieler
- André Flem (1989–2003)

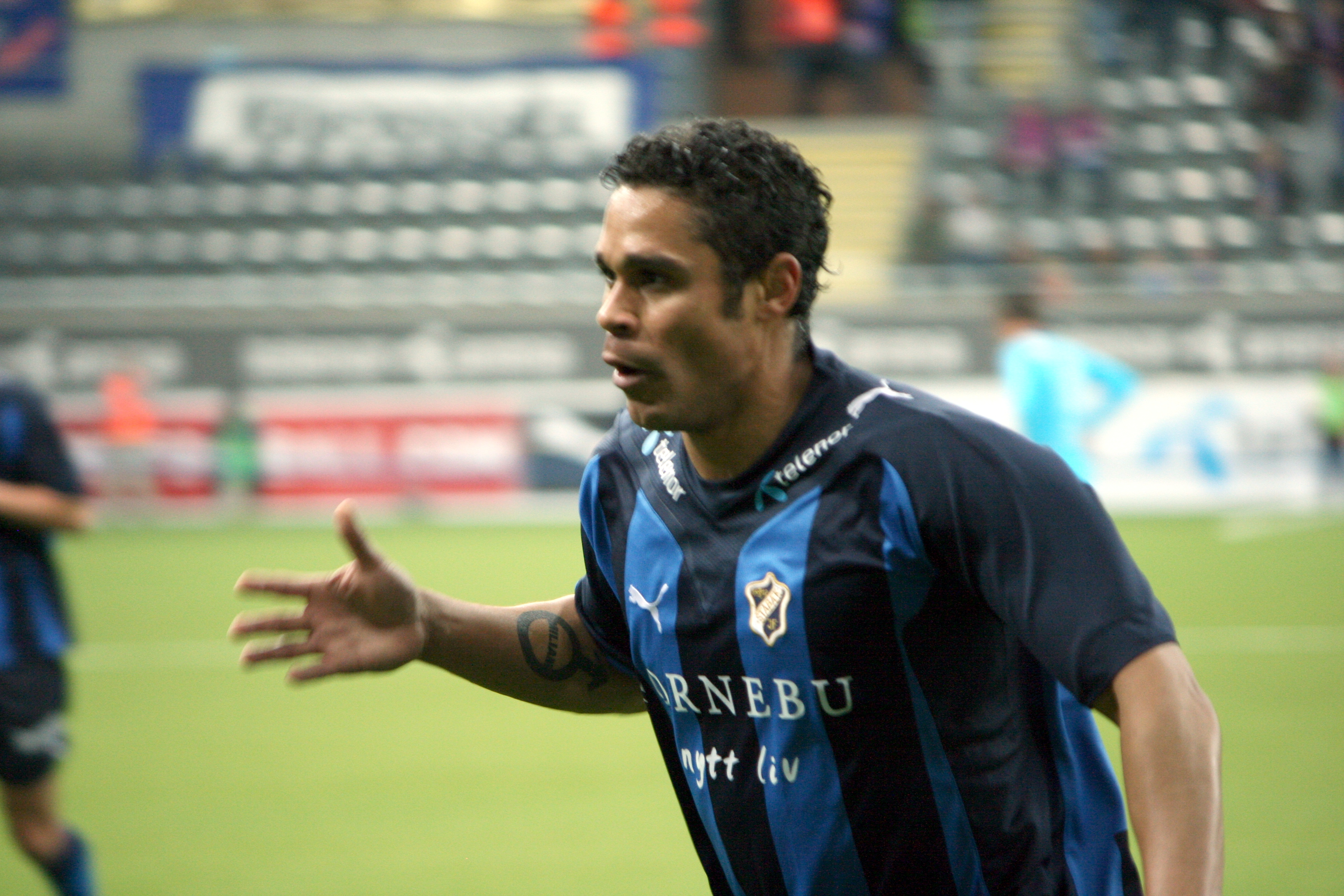
Daniel Nannskog ist Rekordtorschütze des Klubs in der Tippeliga

- Kjell Roar Kaasa (1995–1996)
- Tommy Svindal Larsen (1995–2001)
- Petter Belsvik (1996–2000)
- Frode Olsen (1997–1999)
- Martin Andresen (1998–1999, 2000–2005)
- Tobias Linderoth (1998–2001)
- Christian Wilhelmsson (2000–2003)
- Daniel Nannskog (2005–2010)
- Anthony Annan (2008, 2015–2016)
- Romain Gall (2020)

Bekannte Spieler sind in der Kategorie:Fußballspieler (Stabæk Fotball) zu finden.